# Adhamiyah
Adhamiyah (arabiska: الأعظمية) är ett distrikt i nordöstra Bagdad.